# Wólka Policka
Wólka Policka dawniej też Wólka Pilna – wieś w Polsce położona w województwie mazowieckim, w powiecie zwoleńskim, w gminie Policzna. Ma status sołectwa.
| SIMC    | Nazwa            | Rodzaj    |
| ------- | ---------------- | --------- |
| 1058734 | Wólka Poduchowna | część wsi |

W latach 1975–1998 miejscowość administracyjnie należała do województwa radomskiego.
Wierni Kościoła rzymskokatolickiego należą do parafii św. Stefana w Policznie.